# Тур Албании 2024
81-й выпуск  Тура Албании — шоссейной многодневной велогонки по дорогам Албании. Гонка прошла с 20 по 24 мая 2024 года в рамках Европейского тура UCI 2024 (категория 2.2). Победителем стал сербский велогонщик Велько Стойнич.

## Участники
| Национальные сборные (5)- Албания - Республика Косово - Черногория - Сербия - Северная Македония Любительские, клубные или региональные команды (8)- ARBÖ MiKo PV ON-Fahrrad - Hemus Troyan - Kamen Pazin - Alfa Cycling Team - WPGA Amsterdam Racing Academy - Tirana Cycling Team - Schils-Doltcini - Ioanninon |
| |

## Маршрут
Гонка с общей дистанцией в 723 километра состояла из пяти этапов, четыре из которых были протяжённые и проходили по основным национальным трассам.
| Этап | Дата   | Маршрут          | type      | Длина (км) | Победитель         | Лидер генеральной классификации |
| ---- | ------ | ---------------- | --------- | ---------- | ------------------ | ------------------------------- |
| 1    | 20 май | Тирана – Корча   | холмистый | 158,38     | Джордже Джурич     | Джордже Джурич                  |
| 2    | 21 май | Корча – Эльбасан | равнинный | 151,38     | Фрэнк Лонгстафф    | Джордже Джурич                  |
| 3    | 22 май | Эльбасан – Влёра | равнинный | 147,01     | Vladimir Milosevic | Джордже Джурич                  |
| 4    | 23 май | Влёра – Чика     | горный    | 121,34     | Велько Стойнич     | Велько Стойнич                  |
| 5    | 24 май | Влёра – Фиери    | равнинный | 118,79     | Фредди Гровер      | Велько Стойнич                  |

## Ход гонки
Член сборной Сербии и гонщик команды Lotusteam Велько Стойнич показал высокий результат на 4-м этапе. На пути от Глори до Маунт-Кифс Стойнич одержал убедительную одиночную победу с преимуществом в 1:50 над гонщиком, занявшим 2-е место. Благодаря этой победе Велько также стал новым лидером в генеральной классификации и вышел на последний этап в желтой майке.

## Лидеры классификаций
| Этап |           | Победитель _       | Генеральная классификация _ |
| ---- | --------- | ------------------ | --------------------------- |
| 1    | холмистый | Джордже Джурич     | Джордже Джурич              |
| 2    | равнинный | Фрэнк Лонгстафф    | Джордже Джурич              |
| 3    | равнинный | Vladimir Milosevic | Джордже Джурич              |
| 4    | горный    | Велько Стойнич     | Велько Стойнич              |
| 5    | равнинный | Фредди Гровер      | Велько Стойнич              |
| Итог | Итог      |                    | Велько Стойнич              |

## Итоговые классификации
| \| Генеральная классификация \| Генеральная классификация \| Генеральная классификация \| Генеральная классификация \| Генеральная классификация \| \| Гонщик \| Гонщик \| Команда \| Время \| \| \| ------------------------- \| ------------------------- \| ----------------------------- \| ------------------------- \| ------------------------- \| \| 1-й \| Велько Стойнич \| Lotus Cycling Team \| 17ч 58' 38 \| \| \| 2-й \| Vedad Karić \| Kamen Pazin \| + 1' 50 \| \| \| 3-й \| Кос Ерун Керс \| WPGA Amsterdam Racing Academy \| + 4' 50 \| \| |                |                               |            |
| |                |                               |            |
| Источник: ProCyclingStats |                |                               |            |
| Генеральная классификация |                |                               |            |
| Гонщик | Гонщик         | Команда                       | Время      |
| 1-й | Велько Стойнич | Lotus Cycling Team            | 17ч 58' 38 |
| 2-й | Vedad Karić    | Kamen Pazin                   | + 1' 50    |
| 3-й | Кос Ерун Керс  | WPGA Amsterdam Racing Academy | + 4' 50    |

| Очковая классификация | Очковая классификация | Очковая классификация | Очковая классификация | Очковая классификация |
| Гонщик                | Гонщик                | Команда               | Очки                  |                       |
| --------------------- | --------------------- | --------------------- | --------------------- | --------------------- |
| 1-й                   | Джордже Джурич        | Adria Mobil           | 85 очков              |                       |
| 2-й                   | Marko Stanković       | Ferei-CCN Metalac     | 70 очков              |                       |
| 3-й                   | Михайло Столич        | Lotus Team            | 68 очков              |                       |

| Очковая классификация | Очковая классификация | Очковая классификация | Очковая классификация | Очковая классификация |
| Гонщик                | Гонщик                | Команда               | Очки                  |                       |
| --------------------- | --------------------- | --------------------- | --------------------- | --------------------- |
| 1-й                   | Джордже Джурич        | Adria Mobil           | 85 очков              |                       |
| 2-й                   | Marko Stanković       | Ferei-CCN Metalac     | 70 очков              |                       |
| 3-й                   | Михайло Столич        | Lotus Team            | 68 очков              |                       |

| Горная классификация | Горная классификация | Горная классификация | Горная классификация | Горная классификация |
| Гонщик               | Гонщик               | Команда              | Очки                 |                      |
| -------------------- | -------------------- | -------------------- | -------------------- | -------------------- |
| 1-й                  | Николаос Зеглис      |                      | 11 очков             |                      |
| 2-й                  | Фрэнк Лонгстафф      |                      | 10 очков             |                      |
| 3-й                  | Велько Стойнич       | Lotus Cycling Team   | 7 очков              |                      |

| Горная классификация | Горная классификация | Горная классификация | Горная классификация | Горная классификация |
| Гонщик               | Гонщик               | Команда              | Очки                 |                      |
| -------------------- | -------------------- | -------------------- | -------------------- | -------------------- |
| 1-й                  | Николаос Зеглис      |                      | 11 очков             |                      |
| 2-й                  | Фрэнк Лонгстафф      |                      | 10 очков             |                      |
| 3-й                  | Велько Стойнич       | Lotus Cycling Team   | 7 очков              |                      |

| Молодёжная классификация | Молодёжная классификация | Молодёжная классификация | Молодёжная классификация | Молодёжная классификация |
| Гонщик                   | Гонщик                   | Команда                  | Время                    |                          |
| ------------------------ | ------------------------ | ------------------------ | ------------------------ | ------------------------ |
| 1-й                      | Нильс Римейер            |                          | 18ч 07' 33               |                          |
| 2-й                      | Dimitar Jovanoski        | Novapor Speedbike        | + 3' 22                  |                          |
| 3-й                      | Михайло Столич           | Lotus Team               | + 6' 19                  |                          |

| Молодёжная классификация | Молодёжная классификация | Молодёжная классификация | Молодёжная классификация | Молодёжная классификация |
| Гонщик                   | Гонщик                   | Команда                  | Время                    |                          |
| ------------------------ | ------------------------ | ------------------------ | ------------------------ | ------------------------ |
| 1-й                      | Нильс Римейер            |                          | 18ч 07' 33               |                          |
| 2-й                      | Dimitar Jovanoski        | Novapor Speedbike        | + 3' 22                  |                          |
| 3-й                      | Михайло Столич           | Lotus Team               | + 6' 19                  |                          |

| Командная классификация по времени | Командная классификация по времени | Командная классификация по времени | Командная классификация по времени |
| Команда                            | Команда                            | Время                              |                                    |
| ---------------------------------- | ---------------------------------- | ---------------------------------- | ---------------------------------- |
| 1-й                                | Сербия                             | 54ч 09' 58                         |                                    |
| 2-й                                | Torku Şekerspor                    | + 17' 11                           |                                    |
| 3-й                                | WPGA Amsterdam Racing Academy      | + 21' 21                           |                                    |

| Командная классификация по времени | Командная классификация по времени | Командная классификация по времени | Командная классификация по времени |
| Команда                            | Команда                            | Время                              |                                    |
| ---------------------------------- | ---------------------------------- | ---------------------------------- | ---------------------------------- |
| 1-й                                | Сербия                             | 54ч 09' 58                         |                                    |
| 2-й                                | Torku Şekerspor                    | + 17' 11                           |                                    |
| 3-й                                | WPGA Amsterdam Racing Academy      | + 21' 21                           |                                    |